# Sjeverni morski slon
Sjeverni morski slon (lat. Mirounga angustirostris) - morski sisavac iz porodice pravih tuljana.
Obitava u obalnom području od Aljaske do Baja Californije. Živi u grupama, a ime je dobio zbog svoje veličine. 
Sjeverni morski slon je žućkaste boje ili sivo-smeđe. Mužjaci dosegnu duljinu od 4-6 metara i težinu od 2,4 do 3,7 tone. Najveći poznati mužjak morskoga slona težio je 5 t i imao dužinu 6,9 metra. Ženke su puno manje, mogu dostići duljinu do 3,5 m, a težinu od 900 kg.
Uglavnom se hrane ribom i glavonošcima. Razmožava se na kopnu s činjenicom, da zimu provedi na moru, vjerojatno u blizini santa leda. Sjeverni morski slon potroši 80% svoga vremena u vodi, a može izdržati bez unosa zraka više od 80 minuta, dulje nego bilo koji drugi morski sisavac. Može i zaroniti na dubinama do 1500 m. Na kopnu, unatoč svojoj veličini kreće se brže od čovjeka. Tijekom sezone parenja mužjaci su u odnosu na druge mužjake izuzetno agresivni. Međusobno se bore za teritorij i ženke, koje svake godine, okote samo jednu bebu. Trudnoća traje oko 11 mjeseci. Ženke žive oko 20 godina, a mužjaci oko 14 godina.
Zbog lova u 19. stoljeću radi kvalitetne masnoće, bio je na rubu izumiranja. U 20. stoljeću, kao rezultat zaštite tih sisavaca, njihov broj znatno je porastao i njihova egzistencija više nije ugrožena.